# La banda dei dieci
La banda dei dieci (Ten Wanted Men) è un film del 1955 diretto da H. Bruce Humberstone.
È un film western statunitense con Randolph Scott, Jocelyn Brando e Richard Boone.

## Produzione
Il film, diretto da H. Bruce Humberstone su una sceneggiatura di Kenneth Gamet con il soggetto di Irving Ravetch e Harriet Frank Jr., fu prodotto da Harry Joe Brown per la Columbia Pictures Corporation tramite la Ranown Pictures Corp. e girato negli studios di Old Tucson a Tucson, Arizona, dal 17 aprile 1954 al 7 maggio 1954. Il titolo di lavorazione fu Violent Men.

## Distribuzione
Il film fu distribuito con il titolo Ten Wanted Men negli Stati Uniti dal 1º febbraio 1955 al cinema dalla Columbia Pictures.
Altre distribuzioni:
- in Svezia il 18 aprile 1955 (Tio desperados)
- in Finlandia il 19 agosto 1955 (Kymmenen etsintäkuulutettua)
- in Belgio il 6 luglio 1956 (Bloedige strijd en verraad e Luttes sanglantes et trahison)
- in Francia il 9 ottobre 1957 (Dix hommes à abattre)
- in Germania Ovest l'11 settembre 1959 (Rächer in Schwarz)
- in Austria nel giugno del 1960 (Rächer in Schwarz)
- in Brasile (Arizona Violenta)
- in Grecia (Deka katazitoumenoi)
- in Spagna (Diez forajidos)
- in Portogallo (Imperadores do Crime)
- nei Paesi Bassi (Schrikbewind in Ocatilla)
- in Italia (La banda dei dieci)

## Critica
Secondo Leonard Maltin il film è un "western convenzionale".